# Sweet Dreams (Are Made of This) (album)
Sweet Dreams (Are Made of This) è il secondo album degli Eurythmics, pubblicato nel 1983.

## Tracce
1. Love Is a Stranger – 3:44
2. I've Got an Angel – 2:45
3. Wrap It Up – 3:34
4. I Could Give You (A Mirror) – 3:52
5. The Walk – 4:42
6. Sweet Dreams (Are Made of This) – 3:39
7. Jennifer – 5:06
8. This Is the House – 5:02
9. Somebody Told Me – 3:30
10. This City Never Sleeps – 6:52

## Formazione
- Annie Lennox – voce, pianoforte, melodica, sintetizzatore, flauto
- Dave Stewart – chitarra, tastiere, sintetizzatore, cori
- Andy Brown – basso
- Adam Williams – basso, sintetizzatore, cori
- Robert Crash – chitarra, batteria elettronica, sintetizzatore, voce robotica
- John Turnbull – chitarra
- Green Gartside – voce (traccia 3)
- Dick Cuthell – corno, tromba
- Reynard Falconer – sintetizzatore
- Maria El Vira Behro-Garcia – cori
- Chantal Arnaud – cori
- Nadine Masseron – cori
- Emily McLeod – cori
- Pauline Stride – cori

## Classifiche

### Classifiche settimanali
| Classifica (1983) | Posizione massima |
| ----------------- | ----------------- |
| Australia         | 5                 |
| Canada            | 6                 |
| Francia           | 4                 |
| Germania          | 6                 |
| Nuova Zelanda     | 2                 |
| Paesi Bassi       | 11                |
| Regno Unito       | 3                 |
| Stati Uniti       | 15                |
| Stati Uniti (R&B) | 36                |
| Svezia            | 14                |

### Classifiche di fine anno
| Classifica (1983) | Posizione |
| ----------------- | --------- |
| Australia         | 19        |
| Canada            | 17        |
| Germania          | 34        |
| Nuova Zelanda     | 4         |
| Paesi Bassi       | 33        |
| Regno Unito       | 15        |
| Stati Uniti       | 72        |